# Ceraspis niveipennis
Ceraspis niveipennis är en skalbaggsart som beskrevs av Johannes von Nepomuk Franz Xaver Gistel 1857. Ceraspis niveipennis ingår i släktet Ceraspis och familjen Melolonthidae. Inga underarter finns listade i Catalogue of Life.